# Achtkampf (Turnen)
Achtkampf war eine Mehrkampf-Disziplin im Kunstturnen der Frauen mit den Disziplinen Schwebebalken, Stufenbarren, Sprung und Bodenturnen. Im Achtkampf gab es je vier Pflicht- und Kürdisziplinen. Das männliche Pendant war der Zwölfkampf. Der Achtkampf war bis 1996 olympisch, dann wurde er vom Vierkampf abgelöst, bei dem es dieselben Sportarten, aber ausschließlich eine Kür gibt.